# Rajd Wielkiej Brytanii 2012

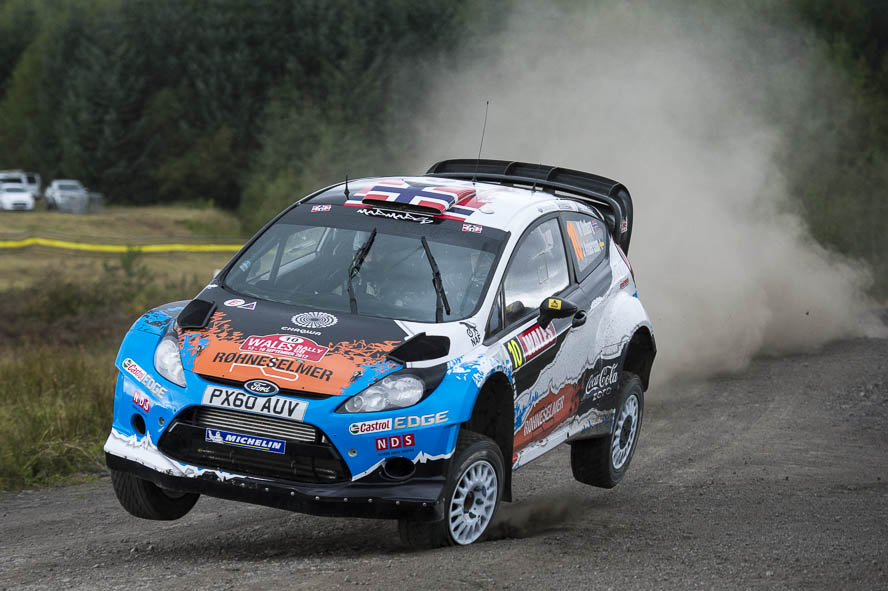
Mads Østberg podczas rajdu

Rajd Wielkiej Brytanii (Rajd Walii) był 10. rundą Rajdowych Mistrzostw Świata 2012. Rajd odbył się w dniach 14–16 września, jego bazą było Cardiff. Rajd był także 6. rundą Mistrzostw Świata Samochodów S2000 (SWRC).
Rajd wygrał Jari-Matti Latvala, była to jego 7. wygrana w karierze, 2. z rzędu w rajdzie Walii, druga z rzędu. Drugie miejsce zajął Sébastien Loeb, a trzeci był Petter Solberg.
Pierwszy raz od sezonu 2005 rajd nie był rozgrywany jako finałowa runda sezonu. Przeniesiono także termin z listopada na wrzesień, co przyczyniło się do słabej frekwencji

## Klasyfikacja ostateczna
| Msc.     | Kierowca             | Pilot                | Samochód                | Czas      | Strata  | Grupa | Punkty |
| -------- | -------------------- | -------------------- | ----------------------- | --------- | ------- | ----- | ------ |
| 1.       | Jari-Matti Latvala   | Miikka Antilla       | Ford Fiesta RS WRC      | 3:03:40.3 | 0.000   | WRC M | 26     |
| 2.       | Sébastien Loeb       | Daniel Elena         | Citroen DS3 WRC         | 3:04:08.1 | 27.8    | WRC M | 20     |
| 3.       | Petter Solberg       | Chris Pattersson     | Ford Fiesta RS WRC      | 3:04:09.0 | 28.7    | WRC M | 15     |
| 4.       | Mads Østberg         | Jonas Andersson      | Ford Fiesta RS WRC      | 3:04:50.9 | 1:10.6  | WRC M | 12     |
| 5.       | Mikko Hirvonen       | Jarmo Lehtinen       | Citroen DS3 WRC         | 3:05:09.8 | 1:29.5  | WRC M | 13     |
| 6.       | Jewgienij Nowikow    | Ilka Minor           | Ford Fiesta RS WRC      | 3:07:17.3 | 3:37.0  | WRC M | 8      |
| 7.       | Thierry Neuville     | Nicolas Gilsoul      | Citroen DS3 WRC         | 3:07:52.2 | 4:11.9  | WRC M | 6      |
| 8.       | Matthew Wilson       | Scott Martin         | Ford Fiesta RS WRC      | 3:09:40.7 | 6:00.4  | WRC   | 4      |
| 9.       | Martin Prokop        | Zdeněk Hrůza         | Ford Fiesta RS WRC      | 3:10.39.2 | 6:58.9  | WRC   | 2      |
| 10.      | Nasir al-Atijja      | Giovanni Bernacchini | Citroen DS3 WRC         | 3:13:12.4 | 9:32.1  | WRC M | 1      |
| SWRC     |                      |                      |                         |           |         |       |        |
| 1. (13.) | Craig Breen          | Paul Nagle           | Ford Fiesta S2000       | 3:18:22.9 | 0.000   | 2     | 25     |
| 2. (14.) | Tom Cave             | Craig Parry          | Proton Satria Neo S2000 | 3:21:00.7 | 2:37.8  | 2     | 18     |
| 3. (16.) | Yazeed Al-Rajhi      | Michael Orr          | Ford Fiesta RRC         | 3:22:53.7 | 4:30.8  | 2     | 15     |
| 4. (17.) | Maciej Oleksowicz    | Andrzej Obrebowski   | Ford Fiesta S2000       | 3:26.38.8 | 8:15.9  | 2     | 12     |
| 5. (23.) | Alastair Fischer     | Daniel Barritt       | Ford Fiesta S2000       | 3:37:14.4 | 18:51.5 | 2     | 10     |
| 6. (24.) | Per-Gunnar Andersson | Emil Axelsson        | Proton Satria Neo S2000 | 3:37:51.1 | 19:28.2 | 2     | 8      |

1. ↑  Litera M przy oznaczeniu grupy do której należy samochód oznacza, iż tylko ci kierowcy zdobywali punkty dla swoich zespołów liczonych w klasyfikacji producentów na koniec sezonu.

### Odcinki specjalne
| Dzień         | Odcinek | Godz. rozp. | Nazwa                         | Długość  | Zwycięzca          | Czas    | Średnia prędkość | Lider rajdu        |
| ------------- | ------- | ----------- | ----------------------------- | -------- | ------------------ | ------- | ---------------- | ------------------ |
| 1 14 września | OS1     | 8:13        | Dyfnant 1                     | 20,48 km | Petter Solberg     | 11:53.5 | 103,33 km/h      | Petter Solberg     |
| 1 14 września | OS2     | 9:38        | Hafren Sweet Lamb 1           | 24,87 km | Petter Solberg     | 14:46.2 | 101,03 km/h      | Petter Solberg     |
| 1 14 września | OS3     | 10:19       | Myherin 1                     | 27,88 km | Jari-Matti Latvala | 15:55.1 | 105,09 km/h      | Jari-Matti Latvala |
| 1 14 września | OS4     | 13:13       | Dyfnant 2                     | 20,48 km | Jari-Matti Latvala | 11:45.9 | 104,45 km/h      | Jari-Matti Latvala |
| 1 14 września | OS5     | 14:38       | Hafren Sweet Lamb 2           | 24,87 km | Jari-Matti Latvala | 14:44.9 | 101,18 km/h      | Jari-Matti Latvala |
| 1 14 września | OS6     | 15:19       | Myherin 2                     | 27,88 km | Jari-Matti Latvala | 15:55.7 | 105,02 km/h      | Jari-Matti Latvala |
| 2 15 września | OS7     | 9:02        | Crychan 1                     | 19,50 km | Mads Østberg       | 10:38.1 | 110,01 km/h      | Jari-Matti Latvala |
| 2 15 września | OS8     | 9:40        | Epynt 1                       | 8,31 km  | Sébastien Loeb     | 4:31.3  | 110,27 km/h      | Jari-Matti Latvala |
| 2 15 września | OS9     | 10:06       | Halfway 1                     | 18,35 km | Jari-Matti Latvala | 10:33.7 | 104,24 km/h      | Jari-Matti Latvala |
| 2 15 września | OS10    | 15:17       | Crychan 2                     | 19,50 km | Petter Solberg     | 10:27.9 | 111,80 km/h      | Jari-Matti Latvala |
| 2 15 września | OS11    | 15:55       | Epynt 2                       | 8,31 km  | Jari-Matti Latvala | 4:28.5  | 111,42 km/h      | Jari-Matti Latvala |
| 2 15 września | OS12    | 16:21       | Halfway 2                     | 18,35 km | Petter Solberg     | 10:30.4 | 104,79 km/h      | Jari-Matti Latvala |
| 2 15 września | OS13    | 18:30       | Celtic Manor                  | 3,04 km  | Jari-Matti Latvala | 1:46.9  | 102,38 km/h      | Jari-Matti Latvala |
| 3 16 września | OS14    | 7:18        | Port Talbot 1                 | 17,35 km | Sébastien Loeb     | 9:15.9  | 112,21 km/h      | Jari-Matti Latvala |
| 3 16 września | OS15    | 8:16        | Rheola 1                      | 8,87 km  | Sébastien Loeb     | 4:42.0  | 113,14 km/h      | Jari-Matti Latvala |
| 3 16 września | OS16    | 8:34        | Walters Arena 1               | 15,33 km | Jari-Matti Latvala | 8:49.3  | 104,15 km/h      | Jari-Matti Latvala |
| 3 16 września | OS17    | 12:07       | Port Talbot 2                 | 17,35 km | Petter Solberg     | 9:07.1  | 114,09 km/h      | Jari-Matti Latvala |
| 3 16 września | OS18    | 13:05       | Rheola 2                      | 8,87 km  | Sébastien Loeb     | 4:40.1  | 114,01 km/h      | Jari-Matti Latvala |
| 3 16 września | OS19    | 13:23       | Walters Arena 2 (Power stage) | 15,33 km | Mikko Hirvonen     | 8:51.4  | 103,51 km/h      | Jari-Matti Latvala |

### Power Stage
| Miejsce | Kierowca           | Czas   | Różnica | Średnia prędkość | Punkty |
| ------- | ------------------ | ------ | ------- | ---------------- | ------ |
| 1       | Mikko Hirvonen     | 8:51.4 | 0.000   | 103,51 km/h      | 3      |
| 2       | Sébastien Loeb     | 8:52.6 | 1.2     | 103,37 km/h      | 2      |
| 3       | Jari-Matti Latvala | 8:52.9 | 1.5     | 103,33 km/h      | 1      |

## Klasyfikacja po 10 rundzie

### Kierowcy
| Lp. | Kierowca           | Pkt |
| --- | ------------------ | --- |
| 1   | Sébastien Loeb     | 219 |
| 2   | Mikko Hirvonen     | 158 |
| 3   | Petter Solberg     | 119 |
| 4   | Mads Østberg       | 114 |
| 5   | Jari-Matti Latvala | 113 |

### Producenci
| Lp. | Producent                     | Pkt |
| --- | ----------------------------- | --- |
| 1   | Citroën Total WRT             | 348 |
| 2   | Ford World Rally Team         | 237 |
| 3   | M-Sport Ford World Rally Team | 123 |
| 4   | Qatar World Rally Team        | 63  |
| 5   | Adapta World Rally Team       | 61  |